# بکتوف (دهانه)
بکتوف یک دهانه برخوردی در ماه‌ است.